# Suzanne Ziellenbach
Suzanne Ziellenbach (* 1960) ist eine deutsche Schauspielerin.

## Leben
Vor ihrer Schauspielausbildung an der Hochschule für Musik und Darstellende Kunst Stuttgart (Abschluss 1988) absolvierte sie ein Magisterstudium in Germanistik, Romanistik und Kunstgeschichte sowie ein Studium der Sprecherziehung an der Westfälischen Wilhelms-Universität Münster (Abschluss 1984). Es folgten Gastverträge an unterschiedlichen Theatern, u. a. an den Staatstheatern von Braunschweig, Darmstadt und Mainz.
Mitwirkung in zahlreichen Fernsehproduktionen und Spielfilmen (u. a. „Alarm für Cobra 11“, „Ein Fall für zwei“); sowie in Hörspielproduktionen vor allem beim SWR, HR und WDR. Einem großen Fernsehpublikum wurde sie durch wiederkehrende Rollen, wie z. B. als Kommissarin Barbara Grund in der Serie „Schwarz greift ein“ oder als Ruth Fabian in der Reihe „Vater wider Willen“ bekannt. Des Weiteren wirkte sie in Kinofilmen wie „Das Gelübde“ oder „First Love“ mit und in Spielfilmen wie „Der Mörder meiner Mutter“, „Sommernachtstod“, „Die Unbestechliche“ und „Schwurgericht“.
Sie war lange als Dozentin für Sprecherziehung an der Folkwang Hochschule Essen und ist seit 2008 Professorin für Sprecherziehung und Schauspiel an der Alanus Hochschule in der Nähe von Bonn.
Heute ist Suzanne Ziellenbach nur noch selten im Fernsehen zu sehen. Sie arbeitet hauptberuflich als Professorin für Sprecherziehung und Schauspiel. Außerdem gestaltet und inszeniert sie Sprechproduktionen, bzw. führt Co-Regie bei künstlerischen Bühnenprogrammen.
Suzanne Ziellenbach lebt in Köln,

## Filmografie
- 1992: Großstadtrevier (Fernsehserie, Folge Revanche)
- 1992–93: Gute Zeiten, schlechte Zeiten (Fernsehserie, 27 Folgen)
- 1994: Stadtklinik (Fernsehserie, 7 Folgen)
- 1994–1999: Die Wache (Fernsehserie, verschiedene Rollen, 3 Folgen)
- 1994: Der Schattenmann (Fernsehfünfteiler)
- 1994: Alles außer Mord – Wahnsinn mit Methode (Fernsehreihe)
- 1995: Immenhof (Fernsehserie, 2 Folgen)
- 1995: Die Frau des Anwalts (Kino)
- 1995: Schwurgericht – Die Laborindianer (Fernsehreihe)
- 1995: Die Kommissarin (Fernsehserie, Folge Familienfest)
- 1996: Marienhof (Fernsehserie, eine Folge)
- 1996: Der Fahnder (Fernsehserie, Folge Die Kündigung)
- 1996: Mit aller Gewalt – Mein Sohn gehört mir
- 1997: Der Mordsfilm – Der Mörder meiner Mutter (Fernsehreihe)
- 1997: Der Spieler oder Duell zu dritt (Fernsehserie, Folge Manöver des letzten Augenblicks)
- 1998: Ein Fall für Zwei (Fernsehserie, Folge Verladen und verkauft)
- 1998: Vater wider Willen (Fernsehserie, 4 Folgen)
- 1998: Alarm für Cobra 11 – Die Autobahnpolizei (Fernsehserie, Folge Ein Leopard läuft Amok)
- 1998: First Love – Die große Liebe (Fernsehreihe)
- 1998: Die Unbestechliche (Fernsehserie, Folge Recht ist teuer)
- 1999: Schwarz greift ein (Fernsehserie, 11 Folgen)
- 1999: Verschwinde von hier
- 2003: Die Anrheiner (Fernsehserie, eine Folge)
- 2003: Sommernachtstod
- 2004: Ina und Leo (Fernsehserie, Folge Weiberfastnacht)
- 2007: Das Gelübde (Kino)
- 2025: Sechswochenamt

## Hörfunk-Features / -Dokumentationen
- 1999: Ich brenne und ich werde immer brennen! – Elisabeth Graul und die DDR-Vergangenheit – Autor: Thomas Gaevert – SWR2 Dschungel, 35 Min.[1]